# Associação das Universidades da Comunidade das Nações
A Associação das Universidades da Comunidade das Nações (em inglês:  Association of Commonwealth Universities, ACU) é uma rede universitária internacional criada em 1913, com o objetivo de promover e apoiar a excelência no ensino superior dos países da Comunidade das Nações.

## História
Em 1912, a Universidade de Londres tomou a iniciativa de reunir cinquenta e três representantes universitários de Londres para realizar um Congresso das Universidades do Império, e criar um gabinete de informações, cujos tópicos seriam tratados por um comité representado pelas universidades nacionais e estrangeiras. Em 1913 foi criado o Gabinete das Universidades do Império Britânico, constituído sob a licença da Junta Comercial em 1919, onde recebeu uma bolsa de cinco mil libras esterlinas para a sua operação, e com o entendimento de que as universidades do Império financiassem a sua manutenção. Em 1948, o nome foi alterado para Associação das Universidades da Comunidade Britânica de Nações, e em 1963 mudou para o nome atual.
Anastasios Christodoulou foi o secretário-geral da associação entre 1980 e 1996. Em 1986, a rainha Isabel II do Reino Unido tornou-se patrona da entidade. Em 2019, Meghan, Duquesa de Sussex tornou-se patrona da organização, função que ela ocupou até fevereiro de 2021.

## Membros
A organização possui mais de 500 membros de 50 países.
| Instituição                                                                              | País                     | Nome alternativo ou local                                                  |
| ---------------------------------------------------------------------------------------- | ------------------------ | -------------------------------------------------------------------------- |
| Universidade Charles Sturt                                                               | Austrália                | -                                                                          |
| Universidade Curtin                                                                      | Austrália                | -                                                                          |
| Universidade Edith Cowan                                                                 | Austrália                | -                                                                          |
| Universidade Griffith                                                                    | Austrália                | -                                                                          |
| Universidade Macquarie                                                                   | Austrália                | -                                                                          |
| Universidade Murdoch                                                                     | Austrália                | -                                                                          |
| Instituto Real de Tecnologia de Melburne                                                 | Austrália                | -                                                                          |
| Universidade de Adelaide                                                                 | Austrália                | -                                                                          |
| Universidade de Newcastle                                                                | Austrália                | -                                                                          |
| Universidade de Camberra                                                                 | Austrália                | -                                                                          |
| Universidade de Melburne                                                                 | Austrália                | -                                                                          |
| Universidade do Sul de Queenslândia                                                      | Austrália                | -                                                                          |
| Universidade de Sydney                                                                   | Austrália                | -                                                                          |
| Universidade da Tasmânia                                                                 | Austrália                | -                                                                          |
| Universidade de Sunshine Coast                                                           | Austrália                | -                                                                          |
| Universidade de Wollongong                                                               | Austrália                | -                                                                          |
| Universidade de Nova Gales do Sul                                                        | Austrália                | -                                                                          |
| Universidade do Oeste de Sydney                                                          | Austrália                | -                                                                          |
| Universidade Asiática Feminina                                                           | Bangladexe               | -                                                                          |
| Universidade Agrícola Bangabandhu Sheikh Mujibur Rahman                                  | Bangladexe               | em bengali: বঙ্গবন্ধু শেখ মুজিবুর রহমান কৃষি বিশ্ববিদ্যালয় (বশেমুরকৃবি)                       |
| Universidade Agrícola do Bangladexe                                                      | Bangladexe               | em bengali: বাংলাদেশ কৃষি বিশ্ববিদ্যালয়                                               |
| Universidade Aberta do Bangladexe                                                        | Bangladexe               | em bengali: বাংলাদেশ উন্মুক্ত বিশ্ববিদ্যালয়                                            |
| Universidade de Negócios e Tecnologia do Bangladexe                                      | Bangladexe               | em bengali: বাংলাদেশ ইউনিভার্সিটি অফ বিজনেস অ্যান্ড টেকনোলজি                                |
| Universidade de Engenharia e Tecnologia do Bangladexe                                    | Bangladexe               | em bengali: বাংলাদেশ প্রকৌশল বিশ্ববিদ্যালয়                                            |
| Universidade BGMEA de Moda e Tecnologia                                                  | Bangladexe               | em bengali: বিজিএমইএ ফ্যাশন অ্যান্ড টেকনোলজি বিশ্ববিদ্যালয়                                |
| Universidade Internacional de Daffodil                                                   | Bangladexe               | em bengali: ড্যাফোডিল আন্তর্জাতিক বিশ্ববিদ্যালয়                                         |
| Universidade Islâmica Internacional de Chitagongue                                       | Bangladexe               | em bengali: আন্তর্জাতিক ইসলামী বিশ্ববিদ্যালয় চট্টগ্রাম                                   |
| Universidade Internacional de Agricultura Empresarial e Tecnologia                       | Bangladexe               |                                                                            |
| Universidade Islâmica do Bangladexe                                                      | Bangladexe               | em bengali: ইসলামী বিশ্ববিদ্যালয়, বাংলাদেশ                                            |
| Universidade de Jahangirnagar                                                            | Bangladexe               | em bengali: জাহাঙ্গীরনগর বিশ্ববিদ্যালয়                                              |
| Universidade de Khulna                                                                   | Bangladexe               | em bengali: খুলনা বিশ্ববিদ্যালয়                                                   |
| Universidade Metropolitana de Sylhet                                                     | Bangladexe               | em bengali: মেট্রোপলিটন ইউনিভার্সিটি                                                |
| Universidade Shahjalal de Ciência e Tecnologia                                           | Bangladexe               | em bengali: শাহজালাল বিজ্ঞান ও প্রযুক্তি বিশ্ববিদ্যালয়                                    |
| Universidade Meridional do Bangladexe                                                    | Bangladexe               | em bengali: সার্দান বিশ্ববিদ্যালয়                                                  |
| Universidade da Ásia-Pacífico                                                            | Bangladexe               | em bengali: ইউনিভার্সিটি অব এশিয়া প্যাসিফিক                                           |
| Universidade de Chatigão                                                                 | Bangladexe               | em bengali: চট্টগ্রাম বিশ্ববিদ্যালয়                                                |
| Universidade de Daca                                                                     | Bangladexe               | em bengali: ঢাকা বিশ্ববিদ্যালয়                                                    |
| Universidade Mundial do Bangladexe                                                       | Bangladexe               | em bengali: ওয়ার্ল্ড ইউনিভার্সিটি অব বাংলাদেশ                                          |
| Universidade das Índias Ocidentais em Cave Hill                                          | Barbados                 | -                                                                          |
| Universidade do Botsuana                                                                 | Botsuana                 | -                                                                          |
| Universidade Islâmica Sultan Sharif Ali                                                  | Brunei Darussalã         | em malaio: Universiti Islam Sultan Sharif Ali                              |
| Universidade Tecnológica do Brunei                                                       | Brunei Darussalã         | em malaio: Universiti Teknologi Brunei                                     |
| Universidade de Bamenda                                                                  | Camarões                 | -                                                                          |
| Universidade de Buéa                                                                     | Camarões                 | -                                                                          |
| Universidade de Iaundé I                                                                 | Camarões                 | em francês: Université de Yaoundé I                                        |
| Universidade do Athabasca                                                                | Canadá                   | -                                                                          |
| Universidade de Dalhousie                                                                | Canadá                   | -                                                                          |
| Universidade Politécnica de Kwantlen                                                     | Canadá                   | -                                                                          |
| Universidade MacEwan                                                                     | Canadá                   | -                                                                          |
| Universidade McGill                                                                      | Canadá                   | em francês: Université McGill                                              |
| Universidade McMaster                                                                    | Canadá                   | -                                                                          |
| Universidade Memorial de Terra Nova                                                      | Canadá                   | -                                                                          |
| Universidade Queen's em Kingston                                                         | Canadá                   | -                                                                          |
| Universidade Ryerson                                                                     | Canadá                   | -                                                                          |
| Universidade de Alberta                                                                  | Canadá                   | -                                                                          |
| Universidade da Colúmbia Britânica                                                       | Canadá                   | -                                                                          |
| Universidade de Calgary                                                                  | Canadá                   | -                                                                          |
| Universidade de Guelph                                                                   | Canadá                   | -                                                                          |
| Universidade de Lethbridge                                                               | Canadá                   | -                                                                          |
| Universidade de Manitoba                                                                 | Canadá                   | -                                                                          |
| Universidade do Norte da Colúmbia Britânica                                              | Canadá                   | -                                                                          |
| Instituto Universitário de Tecnologia de Ontário                                         | Canadá                   | -                                                                          |
| Universidade de Otava                                                                    | Canadá                   | em francês: Université d'Ottawa                                            |
| Universidade de Regina                                                                   | Canadá                   | -                                                                          |
| Universidade de Saskatchewan                                                             | Canadá                   | -                                                                          |
| Universidade de Toronto                                                                  | Canadá                   | -                                                                          |
| Universidade de Waterloo                                                                 | Canadá                   | -                                                                          |
| Universidade da Ilha de Vancouver                                                        | Canadá                   | -                                                                          |
| Universidade Ocidental de Ontário                                                        | Canadá                   | -                                                                          |
| Universidade Iorque                                                                      | Canadá                   | -                                                                          |
| Instituto de Mercadologia de Chipre                                                      | Chipre                   | -                                                                          |
| Colégio Philips                                                                          | Chipre                   | -                                                                          |
| Universidade de Nicósia                                                                  | Chipre                   | em grego: Πανεπιστήμιο Λευκωσίας em turco: Lefkoşa Üniversitesi            |
| Escola Universitária de Medicina de Todos os Santos                                      | Domínica                 | -                                                                          |
| Universidade de Essuatíni                                                                | Essuatíni                | -                                                                          |
| Universidade Nacional das Fíji                                                           | Fíji                     | -                                                                          |
| Universidade das Fíji                                                                    | Fíji                     | -                                                                          |
| Universidade do Pacífico Sul                                                             | Fíji                     | -                                                                          |
| Instituto de Gerenciamento e Administração Pública do Gana                               | Gana                     | -                                                                          |
| Universidade Técnica de Kumasi                                                           | Gana                     | -                                                                          |
| Universidade Kwame Nkrumah de Ciência e Tecnologia                                       | Gana                     | -                                                                          |
| Universidade de Estudos do Desenvolvimento                                               | Gana                     | -                                                                          |
| Universidade de Cabo Corso                                                               | Gana                     | -                                                                          |
| Universidade da Educação de Winneba                                                      | Gana                     | -                                                                          |
| Universidade do Gana                                                                     | Gana                     | -                                                                          |
| Universidade George Grant de Minas e Tecnologia                                          | Gana                     | -                                                                          |
| Universidade de Estudos Profissionais de Acra                                            | Gana                     | -                                                                          |
| Universidade de Valley View                                                              | Gana                     | -                                                                          |
| Universidade de Gibraltar                                                                | Gibraltar                | -                                                                          |
| Universidade Americana Texila                                                            | Guiana                   | -                                                                          |
| Universidade da Guiana                                                                   | Guiana                   | -                                                                          |
| Universidade Chinesa de Hongue Congue                                                    | Hongue Congue            | chinês tradicional: 香港中文大學                                           |
| Universidade de Hongue Congue                                                            | Hongue Congue            | chinês tradicional: 香港大學                                               |
| Universidade de Alaabade                                                                 | Índia                    |                                                                            |
| Academia de Investigação Científica e Inovadora                                          | Índia                    | -                                                                          |
| Universidade Acharya Nagarjuna                                                           | Índia                    | -                                                                          |
| Universidade Alagappa                                                                    | Índia                    | -                                                                          |
| Universidade Muçulmana de Aligarh                                                        | Índia                    | -                                                                          |
| Universidade Amity de Noida                                                              | Índia                    | -                                                                          |
| Universidade Amity do Rajastão                                                           | Índia                    | -                                                                          |
| Universidade de Andra                                                                    | Índia                    | -                                                                          |
| Universidade de Annamalai                                                                | Índia                    | -                                                                          |
| Universidade Apeejay Stya                                                                | Índia                    | -                                                                          |
| Universidade Awadhesh Pratap Singh                                                       | Índia                    | -                                                                          |
| Universidade Feminina Bhagat Phool Singh                                                 | Índia                    | -                                                                          |
| Instituto Crescente de Ciência e Tecnologia B.S. Abdur Rahman                            | Índia                    | -                                                                          |
| Universidade Baba Farid de Ciências da Saúde                                             | Índia                    | -                                                                          |
| Universidade Babasaheb Bhimrao Ambedkar                                                  | Índia                    | -                                                                          |
| Universidade de Banasthali                                                               | Índia                    | -                                                                          |
| Universidade de Bangalor                                                                 | Índia                    | -                                                                          |
| Universidade de Berhampur                                                                | Índia                    | -                                                                          |
| Universidade de Bhagwant                                                                 | Índia                    | -                                                                          |
| Universidade Bharathiar                                                                  | Índia                    | -                                                                          |
| Universidade Bharathidasan                                                               | Índia                    | -                                                                          |
| Instituto de Tecnologia Birla de Mesra                                                   | Índia                    | -                                                                          |
| Instituto de Tecnologia e Ciência Birla de Pilani                                        | Índia                    | -                                                                          |
| Universidade de Bundelkhand, Jhansi                                                      | Índia                    |                                                                            |
| Universidade Career Point de Kota                                                        | Índia                    | -                                                                          |
| Universidade Central de Agricultura                                                      | Índia                    | -                                                                          |
| Universidade Central de Guzerate                                                         | Índia                    | -                                                                          |
| Universidade Central da Caxemira                                                         | Índia                    | -                                                                          |
| Universidade Central de Panjaba                                                          | Índia                    | -                                                                          |
| Universidade Central de Estudos Tibetanos                                                | Índia                    | -                                                                          |
| Universidade de Chandigar                                                                | Índia                    | -                                                                          |
| Universidade de Ciência e Tecnologia de Charotar                                         | Índia                    | -                                                                          |
| Universidade de Ciência e Tecnologia de Cochim                                           | Índia                    | -                                                                          |
| Universidade de Ciência e Tecnologia de Deenbandhu Chhotu Ram                            | Índia                    | -                                                                          |
| Universidade Dev Sanskriti                                                               | Índia                    | -                                                                          |
| Universidade Devi Ahilya                                                                 | Índia                    | -                                                                          |
| Universidade Dharamsinh Desai                                                            | Índia                    | -                                                                          |
| Universidade Dibrugarh                                                                   | Índia                    | -                                                                          |
| Universidade Doutor D. Y. Patil                                                          | Índia                    | -                                                                          |
| Universidade Dom Bosco de Assão                                                          | Índia                    | -                                                                          |
| Universidade Aberta Dr. B.R. Ambedkar                                                    | Índia                    | -                                                                          |
| Universidade Dravidiana                                                                  | Índia                    | -                                                                          |
| Universidade de Línguas Estrangeiras e Inglês                                            | Índia                    | -                                                                          |
| Universidade Fakir Mohan                                                                 | Índia                    | -                                                                          |
| Universidade Rural de Gandhigram                                                         | Índia                    | -                                                                          |
| Universidade de Ganpat                                                                   | Índia                    | -                                                                          |
| Universidade de Gauhati                                                                  | Índia                    | -                                                                          |
| Instituto Gandhi de Tecnologia e Gestão                                                  | Índia                    | -                                                                          |
| Universidade Nacional de Ciências Forenses de Gujaráti                                   | Índia                    | -                                                                          |
| Universidade de Gulbarga                                                                 | Índia                    | -                                                                          |
| Universidade Guru Ghasidas                                                               | Índia                    | -                                                                          |
| Universidade Guru Gobind Singh Indraprastha                                              | Índia                    | -                                                                          |
| Universidade de Ciência e Tecnologia Guru Jambheshwar                                    | Índia                    | -                                                                          |
| Universidade Guru Nanak Dev                                                              | Índia                    | -                                                                          |
| Universidade Gurukula Kangri                                                             | Índia                    | -                                                                          |
| Universidade Hemchandracharya do Norte de Guzarate                                       | Índia                    | -                                                                          |
| Universidade de Himachal Pradexe                                                         | Índia                    | -                                                                          |
| Instituto de Tecnologia e Ciência do Indostão                                            | Índia                    | -                                                                          |
| Universidade Técnica I. K. Gujral de Penjabe                                             | Índia                    | -                                                                          |
| Instituto Indiano de Ciência                                                             | Índia                    | -                                                                          |
| Instituto Indiano de Tecnologia (Escola Indiana de Minas) de Dhanbad                     | Índia                    | -                                                                          |
| Universidade Jai Narain Vyas                                                             | Índia                    | -                                                                          |
| Jamia Hamdard                                                                            | Índia                    | -                                                                          |
| Universidade Nacional Muçulmana                                                          | Índia                    | -                                                                          |
| Universidade Jawaharlal Nehru                                                            | Índia                    | -                                                                          |
| Universidade Feminina Jayoti Vidyapeeth                                                  | Índia                    | -                                                                          |
| Universiade Jharkhand Rai                                                                | Índia                    | -                                                                          |
| Academia de Ensino Superior e Investigação Jagadguru Sri Shivarathreeshwara              | Índia                    | -                                                                          |
| Universidade Kakatiya                                                                    | Índia                    | -                                                                          |
| Universidade de Cananor                                                                  | Índia                    | -                                                                          |
| Universidade Dharwad de Carnataca                                                        | Índia                    | -                                                                          |
| Universidade Aberta do Estado de Carnataca                                               | Índia                    | -                                                                          |
| Universidade de Querala                                                                  | Índia                    | -                                                                          |
| Instituto de Tecnologia Industrial de Calinga                                            | Índia                    | -                                                                          |
| Universidade de Kurukshetra                                                              | Índia                    | -                                                                          |
| Universidade de Kuvempu                                                                  | Índia                    | -                                                                          |
| Universidade de Ciências Animais e Veterinárias Lala Lajpat Rai                          | Índia                    | -                                                                          |
| Universidade Profissional Lovely                                                         | Índia                    | -                                                                          |
| Universidade de Madrasta                                                                 | Índia                    | -                                                                          |
| Universidade Aberta Bhoj de Madia Pradexe                                                | Índia                    | -                                                                          |
| Universidade Kamaraj de Madurai                                                          | Índia                    | -                                                                          |
| Universidade Maharishi Markandeshwar: Solan, Sadopur, Mullana                            | Índia                    | -                                                                          |
| Universidade Maharshi Dayanand Saraswati                                                 | Índia                    | -                                                                          |
| Universidade Maharshi Dayanand                                                           | Índia                    | -                                                                          |
| Universidade Nacional de Jornalismo e Comunicação Makhanlal Chaturvedi                   | Índia                    | -                                                                          |
| Academia do Ensino Superior de Manipal                                                   | Índia                    | -                                                                          |
| Universidade de Manipur                                                                  | Índia                    | -                                                                          |
| Universidade Manonmaniam Sundaranar                                                      | Índia                    | -                                                                          |
| Universidade Nacional Urdu Maulana Azad                                                  | Índia                    | -                                                                          |
| Universidade Mohanlal Sukhadia                                                           | Índia                    | -                                                                          |
| Universidade Feminina Mãe Teresa                                                         | Índia                    | -                                                                          |
| Academia Nacional de Estudos e Investigações Jurídicas                                   | Índia                    | -                                                                          |
| Universidade Nacional de Direito de Déli                                                 | Índia                    | -                                                                          |
| Universidade Nacional de Direito de Jodhpur                                              | Índia                    | -                                                                          |
| Universidade Nacional de Direito de Orissa                                               | Índia                    | -                                                                          |
| Universidade Nirma                                                                       | Índia                    | -                                                                          |
| Universidade do Norte de Orissa                                                          | Índia                    | -                                                                          |
| Universidade da Região Nordeste da Índia                                                 | Índia                    | -                                                                          |
| Universidade Global O. P. Jindal                                                         | Índia                    | -                                                                          |
| Universidade Osmania                                                                     | Índia                    | -                                                                          |
| Universidade de Panjabe                                                                  | Índia                    | -                                                                          |
| Universidade de Patná                                                                    | Índia                    | -                                                                          |
| Universidade de Pondicherri                                                              | Índia                    | -                                                                          |
| Instituto Pravara de Ciências Médicas                                                    | Índia                    | -                                                                          |
| Universidade de Penjabe                                                                  | Índia                    | -                                                                          |
| Universidade Nacional de Direito Rajiv Gandhi                                            | Índia                    | -                                                                          |
| Universidade Rajiv Gandhi                                                                | Índia                    | -                                                                          |
| Universidade de Ciências da Saúde Rajiv Gandhi                                           | Índia                    | -                                                                          |
| Universidade Rashtrasant Tukadoji Maharaj de Nagpur                                      | Índia                    | -                                                                          |
| Universidade de Agricultura, Tecnologia e Ciências Sam Higginbottom                      | Índia                    | -                                                                          |
| Universidade de Sambalpur                                                                | Índia                    | -                                                                          |
| Universidade Sânscrita                                                                   | Índia                    | -                                                                          |
| Universidade Sano Gadge Baba Amravati                                                    | Índia                    | -                                                                          |
| Universidade de Saurashtra                                                               | Índia                    | -                                                                          |
| Escola de Planeamento e Arquitetura de Nova Déli                                         | Índia                    | -                                                                          |
| Universidade Sarda                                                                       | Índia                    | -                                                                          |
| Universidade Shivaji                                                                     | Índia                    | -                                                                          |
| Universidade Shoolini de Biotecnologia e Ciências da Gestão                              | Índia                    | -                                                                          |
| Universidade Shri Mata Vaishno Devi                                                      | Índia                    | -                                                                          |
| Universidade Manipal de Siquim                                                           | Índia                    | -                                                                          |
| Universidade de Solapur                                                                  | Índia                    | -                                                                          |
| Universidade da Ásia Meridional                                                          | Índia                    | -                                                                          |
| Instituto Sree Chitra Tirunal de Ciências Médicas e Tecnologia de Tiruvanantapura        | Índia                    | -                                                                          |
| Universidade Sri Krishnadevaraya                                                         | Índia                    | -                                                                          |
| Universidade Feminina Sri Padmavati                                                      | Índia                    | -                                                                          |
| Universidade Sri Ramachandra                                                             | Índia                    | -                                                                          |
| Instituto SRM de Ciência e Tecnologia                                                    | Índia                    | -                                                                          |
| Universidade Swami Ramanand Teerth de Marathwada                                         | Índia                    | -                                                                          |
| Universidade Médica Dr. M.G.R. de Tâmil Nadu                                             | Índia                    | -                                                                          |
| Universidade Aberta de Tâmil Nadu                                                        | Índia                    | -                                                                          |
| Universidade de Ciências Animais e Veterinárias de Tâmil Nadu                            | Índia                    | -                                                                          |
| Universidade de Tâmil                                                                    | Índia                    | -                                                                          |
| Instituto Tata de Ciências Sociais                                                       | Índia                    | -                                                                          |
| Universidade de Tezpur                                                                   | Índia                    | -                                                                          |
| Fundação ICFAI para o Ensino Superior                                                    | Índia                    | -                                                                          |
| Universidade ICFAI de Mizorão                                                            | Índia                    | -                                                                          |
| Universidade ICFAI de Tripurá                                                            | Índia                    | -                                                                          |
| Universidade ICFAI de Deradum                                                            | Índia                    | -                                                                          |
| Universidade ICFAI de Megalaia                                                           | Índia                    | -                                                                          |
| Universidade ICFAI de Nagalândia                                                         | Índia                    | -                                                                          |
| Universidade ICFAI de Siquim                                                             | Índia                    | -                                                                          |
| Universidade IIS                                                                         | Índia                    | -                                                                          |
| Universidade Northcap                                                                    | Índia                    | -                                                                          |
| Universidade Tilka Majhi de Bhagalpur                                                    | Índia                    | -                                                                          |
| Universidade de Tripurá                                                                  | Índia                    | -                                                                          |
| Universidade de Calecute                                                                 | Índia                    | -                                                                          |
| Universidade de Deli                                                                     | Índia                    | -                                                                          |
| Universidade de Engenharia e Gestão de Jaipur                                            | Índia                    | -                                                                          |
| Universidade de Haiderabade                                                              | Índia                    | -                                                                          |
| Universidade de Jamu                                                                     | Índia                    | -                                                                          |
| Universidade de Querala                                                                  | Índia                    | -                                                                          |
| Universidade de Madrasta                                                                 | Índia                    | -                                                                          |
| Universidade de Bombaim                                                                  | Índia                    | -                                                                          |
| Universidade de Maiçor                                                                   | Índia                    | -                                                                          |
| Universidade de Ciência e Tecnologia de Megalaia                                         | Índia                    | -                                                                          |
| Universidade de Utkal                                                                    | Índia                    | -                                                                          |
| Universidade Vels                                                                        | Índia                    | -                                                                          |
| Instituto Rangarajan Dr. Sagunthala R&D de Ciência, Tecnologia e Estudos Avançados       | Índia                    | -                                                                          |
| Faculdade Vidya Pratishthan de Engenharia de Baramati                                    | Índia                    | -                                                                          |
| Universidade Vinoba Bhave                                                                | Índia                    | -                                                                          |
| Universidade Visva-Bharati                                                               | Índia                    | -                                                                          |
| Universidade Tecnológica Visvesvaraya                                                    | Índia                    | -                                                                          |
| Universidade Aberta Yashwantrao Chavan de Maarastra                                      | Índia                    | -                                                                          |
| Universidade Marítima Caribenha                                                          | Jamaica                  | -                                                                          |
| Universidade das Índias Ocidentais                                                       | Jamaica                  | -                                                                          |
| Universidade Tecnológica da Jamaica                                                      | Jamaica                  | -                                                                          |
| Universidade Católica da África Oriental                                                 | Quénia                   | -                                                                          |
| Universidade Kenyatta                                                                    | Quénia                   | -                                                                          |
| Universidade de Maseno                                                                   | Quénia                   | -                                                                          |
| Universidade Moi                                                                         | Quénia                   | -                                                                          |
| Universidade do Monte Quénia                                                             | Quénia                   | -                                                                          |
| Universidade do Sudeste do Quénia                                                        | Quénia                   | -                                                                          |
| Universidade de Strathmore                                                               | Quénia                   | -                                                                          |
| Universidade Técnica do Quénia                                                           | Quénia                   | -                                                                          |
| Universidade de Machakos                                                                 | Quénia                   |                                                                            |
|                                                                                          |                          |                                                                            |
| Universidade Internacional da África-Estados Unidos                                      | Quénia                   | -                                                                          |
| Universidade de Nairóbi                                                                  | Quénia                   | -                                                                          |
| Universidade Nacional do Lesoto                                                          | Lesoto                   | -                                                                          |
| Universidade de Agricultura e Recursos Naturais de Lilongué                              | Maláui                   | -                                                                          |
| Universidade de Mzuzu                                                                    | Maláui                   | -                                                                          |
| Universidade do Maláui                                                                   | Maláui                   | -                                                                          |
| Universidade e Ásia                                                                      | Malásia                  | -                                                                          |
| Universidade Metropolitana da Ásia                                                       | Malásia                  | -                                                                          |
| Universidade de Tecnologia e Inovação da Ásia-Pacífico                                   | Malásia                  | em malaio: Universiti Teknologi dan Inovasi Asia Pasifik                   |
| Universidade de Cyberjaya                                                                | Malásia                  | em malaio: Universiti Cyberjaya                                            |
| Universidade GlobalNxt                                                                   | Malásia                  | -                                                                          |
| Colégio Universitário KDU de Pinão                                                       | Malásia                  | -                                                                          |
| Universidade Limkokwing de Tecnologia Criativa                                           | Malásia                  | em malaio: Universiti Teknologi Kreatif Limkokwing                         |
| Colégio Universitário Lincoln da Malásia                                                 | Malásia                  | -                                                                          |
| Universidade de Gestão e Ciência                                                         | Malásia                  | -                                                                          |
| Universidade Internacional Manipal                                                       | Malásia                  | -                                                                          |
| Colégio Universitário de Bornéu do Norte                                                 | Malásia                  | -                                                                          |
| Universidade Internacional Quest de Peraque                                              | Malásia                  | -                                                                          |
| Universidade Raffles de Iskandar                                                         | Malásia                  | -                                                                          |
| Universidade Sultão Azlan Shah                                                           | Malásia                  | em malaio: Universiti Sultan Azlan Shah Malásia                            |
| Universidade Nacional da Malásia                                                         | Malásia                  | em malaio: Universiti Kebangsaan Malásia                                   |
| Universiti Malaia de Sabá                                                                | Malásia                  |                                                                            |
| Universiti Malaia de Sarauaque                                                           | Malásia                  | -                                                                          |
| Universidade Putra da Malásia                                                            | Malásia                  | -                                                                          |
| Universidade de Ciências da Malásia                                                      | Malásia                  | em malaio: Universiti Sains Malásia                                        |
| Universidade Tenaga Nasional                                                             | Malásia                  | -                                                                          |
| Universidade Tun Abdul Razak                                                             | Malásia                  | -                                                                          |
| Universidade Tunku Abdul Rahman                                                          | Malásia                  | em tâmil: துங்கு அப்துல் ரகுமான் பல்கலைக்கழகம் Jawi اونيۏرسيتي تونكو عبدالرحمن          |
| Universidade do Norte da Malásia                                                         | Malásia                  | -                                                                          |
| Universidade de Malaia                                                                   | Malásia                  | em malaio: Universiti Malaya                                               |
| Colégio Villa                                                                            | Maldivas                 | -                                                                          |
| Universidade de Malta                                                                    | Malta                    | em maltês: L-Università ta' Malta                                          |
| Universidade Aberta da Maurícia                                                          | Maurícia                 | -                                                                          |
| Universidade da Maurícia                                                                 | Maurícia                 | em francês: Université de Maurice                                          |
| Universidade Tecnológica da Maurícia                                                     | Maurícia                 | -                                                                          |
| Universidade Eduardo Mondlane                                                            | Moçambique               |                                                                            |
| Universidade da Namíbia                                                                  | Namíbia                  | -                                                                          |
| Universidade Tecnológica de Auclanda                                                     | Nova Zelândia            | em maori: Te Wānanga Aronui o Tāmaki Makau Rau                             |
| Universidade de Lincoln                                                                  | Nova Zelândia            | em maori: Te Whare Wānaka o Aoraki                                         |
| Universidade Massey                                                                      | Nova Zelândia            | em maori: Te Kunenga ki Pūrehuroa                                          |
| Universidade de Auclanda                                                                 | Nova Zelândia            | em maori: Waipapa Taumata Rau                                              |
| Universidade de Cantuária                                                                | Nova Zelândia            | em maori: Te Whare Wānanga o Waitaha                                       |
| Universidade de Otago                                                                    | Nova Zelândia            | em maori: Te Whare Wānanga o Otāgo                                         |
| Universidade Vitória de Wellington                                                       | Nova Zelândia            | em maori: Te Herenga Waka                                                  |
| Universidade Adekunle Ajasin                                                             | Nigéria                  | -                                                                          |
| Universidade Afe Babalola                                                                | Nigéria                  | -                                                                          |
| Universidade Ahmadu Bello                                                                | Nigéria                  | -                                                                          |
| Universidade Bayero de Cano                                                              | Nigéria                  | -                                                                          |
| Universidade Covenant                                                                    | Nigéria                  | -                                                                          |
| Universidade Estatal do Delta                                                            | Nigéria                  | -                                                                          |
| Universidade do Estado de Ebonyi                                                         | Nigéria                  | -                                                                          |
| Universidade do Estado de Equiti                                                         | Nigéria                  | -                                                                          |
| Universidade Federal Agrícola de Abeocutá                                                | Nigéria                  | -                                                                          |
| Universidade Federal de Tecnologia de Acurê                                              | Nigéria                  | -                                                                          |
| Universidade Federal de Tecnologia de Minna                                              | Nigéria                  | -                                                                          |
| Universidade do Estado de Gombe                                                          | Nigéria                  | -                                                                          |
| Universidade Federal de Tecnologia Modibbo Adamaua de Yola                               | Nigéria                  | -                                                                          |
| Universidade do Delta do Níger                                                           | Nigéria                  | -                                                                          |
| Universidade Nnamdi Azikiwe                                                              | Nigéria                  | -                                                                          |
| Universidade de Redenção da Nigéria                                                      | Nigéria                  | -                                                                          |
| Universidade do Estado de Rios                                                           | Nigéria                  | -                                                                          |
| Universidade do Benim                                                                    | Nigéria                  | -                                                                          |
| Universidade de Calabar                                                                  | Nigéria                  | -                                                                          |
| Universidade de Ibadã                                                                    | Nigéria                  | -                                                                          |
| Universidade de Ilorin                                                                   | Nigéria                  | -                                                                          |
| Universidade de Jos                                                                      | Nigéria                  | -                                                                          |
| Universidade de Lagos                                                                    | Nigéria                  | -                                                                          |
| Universidade de Maiduguri                                                                | Nigéria                  | -                                                                          |
| Universidade da Nigéria                                                                  | Nigéria                  | -                                                                          |
| Universidade de Porto Harcourt                                                           | Nigéria                  | -                                                                          |
| Universidade Aérea do Paquistão                                                          | Paquistão                | جامعہ فضایہ                                                                |
| Universidade Bahria                                                                      | Paquistão                | جامعہ بحریہ                                                                |
| Universidade de Tecnologia da Informação, Engenharia e Ciências de Gestão de Balochistão | Paquistão                | -                                                                          |
| Universidade Capital de Ciência e Tecnologia                                             | Paquistão                | جامعہ دارالحکومت سائنس و ٹیکنالوجی                                         |
| Universidade COMSATS de Islamabade                                                       | Paquistão                | -                                                                          |
| Universidade Feminina Fatima Jinnah                                                      | Paquistão                | فاطمہ جناح وؤمن یونیورسٹی                                                  |
| Universidade Greenwich de Carachi                                                        | Paquistão                | -                                                                          |
| Instituto de Gestão Empresarial de Carachi                                               | Paquistão                | -                                                                          |
| Instituto de Gestão Empresarial                                                          | Paquistão                | -                                                                          |
| Universidade Islâmica de Baaualpur                                                       | Paquistão                | -                                                                          |
| Universidade Isra                                                                        | Paquistão                | جامعہ اسراء                                                                |
| Universidade Médica Jinnah de Sinde                                                      | Paquistão                | جناح سندھ میڈیکل یونیورسٹی جناح سنڌ ميڊيڪل يونيورسٽي                       |
| Universidade de Engenharia e Tecnologia de Merã                                          | Paquistão                | مھراڻ يونيورسٽي آف انجنيئرنگ اينڊ ٽيڪنالاجي                                |
| Universidade de Defesa Nacional do Paquistão                                             | Paquistão                | نیشنل ڈیفنس یونیورسٹی                                                      |
| Universidade Nacional de Ciências e Tecnologia do Paquistão                              | Paquistão                | -                                                                          |
| Universidade Agrícola Pir Mehr Ali Shah Arid                                             | Paquistão                | -                                                                          |
| Universidade Internacional Riphah                                                        | Paquistão                | -                                                                          |
| Instituto de Ciência e Tecnologia Shaheed Zulfikar Ali Bhutto                            | Paquistão                | -                                                                          |
| Universidade Islâmica Sindh Madressatul                                                  | Paquistão                | سندھ مدرسۃ الاسلام                                                         |
| Universidade de Engenharia e Tecnologia Sir Syed                                         | Paquistão                | -                                                                          |
| Universidade de Engenharia e Tecnologia de Laore                                         | Paquistão                | جامعہ ہندسیہ و تکنیکیہ لاہور                                               |
| Universidade de Engenharia e Tecnologia de Pexauar                                       | Paquistão                | -                                                                          |
| Universidade de Sinde                                                                    | Paquistão                | جامعہ سندھ                                                                 |
| Universidade do Panjabe                                                                  | Paquistão                | جامعہ پنجاب                                                                |
| Universidade Ziauddin                                                                    | Paquistão                | جامعہ ضیاء الدین                                                           |
| Universidade do Verbo Divino                                                             | Papua-Nova Guiné         | -                                                                          |
| Universidade Tecnológica da Papua-Nova Guiné                                             | Papua-Nova Guiné         | -                                                                          |
| Universidade da Papua-Nova Guiné                                                         | Papua-Nova Guiné         | -                                                                          |
| Universidade do Ruanda                                                                   | Ruanda                   | -                                                                          |
| Universidade de Medicina e Ciências da Saúde                                             | São Cristóvão e Neves    | -                                                                          |
| Escola Universitária de Medicina de All Saints                                           | São Vicente e Granadinas | -                                                                          |
| Escola de Medicina de Saint James                                                        | São Vicente e Granadinas | -                                                                          |
| Universidade das Seicheles                                                               | Seicheles                | Crioulo de Seicheles: Liniversite Sesel                                    |
| Universidade da Serra Leoa                                                               | Serra Leoa               | -                                                                          |
| Universidade Tecnológica de Nanyang                                                      | Singapura                | em malaio: Universiti Teknologi Nanyang em tâmil: நன்யாங் தொழில்நுட்ப பல்கலைக்கழகம்    |
| Universidade Nacional de Singapura                                                       | Singapura                | em malaio: Universiti Nasional Singapura em tâmil: சிங்கப்பூர் தேசிய பல்கலைக்கழகம்    |
| Colégio Raffles de Desenho e Comércio                                                    | Singapura                | -                                                                          |
| Universidade Tecnológica da Península do Cabo                                            | África do Sul            | -                                                                          |
| Universidade Central de Tecnologia                                                       | África do Sul            | -                                                                          |
| Universidade Tecnológica de Durban                                                       | África do Sul            | Inyuvesi yasethekwini yezobuchwepheshe                                     |
| Universidade Tecnológica Mangosuthu                                                      | África do Sul            | -                                                                          |
| Universidade Nelson Mandela                                                              | África do Sul            | -                                                                          |
| Universidade do Noroeste                                                                 | África do Sul            | Yunibesiti ya Bokone-Bophirima em africâner: Noordwes-Universiteit         |
| Universidade de Rodes                                                                    | África do Sul            | -                                                                          |
| Universidade de Ciências da Saúde Sefako Makgatho                                        | África do Sul            | -                                                                          |
| Universidade Sol Plaatje                                                                 | África do Sul            | -                                                                          |
| Universidade de Stellenbosch                                                             | África do Sul            | em africâner: Universiteit Stellenbosch                                    |
| Universidade Tecnológica de Tsuane                                                       | África do Sul            | -                                                                          |
| Universidade da Cidade do Cabo                                                           | África do Sul            | em africâner: Universiteit van Kaapstad iYunivesithi yaseKapa              |
| Universidade de Joanesburgo                                                              | África do Sul            | -                                                                          |
| Universidade de KwaZulu-Natal                                                            | África do Sul            | -                                                                          |
| Universidade de Mpumalanga                                                               | África do Sul            | -                                                                          |
| Universidade de Pretória                                                                 | África do Sul            | em africâner: Universiteit van Pretoria em sesoto: Yunibesithi ya Pretoria |
| Universidade da África do Sul                                                            | África do Sul            | -                                                                          |
| Universidade do Estado Livre                                                             | África do Sul            | em africâner: Universiteit van die Vrystaat Yunivesithi ya Freistata       |
| Universidade do Cabo Ocidental                                                           | África do Sul            | -                                                                          |
| Universidade do Witwatersrand                                                            | África do Sul            | -                                                                          |
| Universidade de Limpopo                                                                  | África do Sul            | -                                                                          |
| Universidade da Zululândia                                                               | África do Sul            | -                                                                          |
| Universidade Tecnológica do Vaal                                                         | África do Sul            | -                                                                          |
| Universidade Buddhasravaka Bhiksu                                                        | Seri Lanca               | -                                                                          |
| Universidade Budista e Páli do Seri Lanca                                                | Seri Lanca               | em cingalês: රී ලංකා බෞද්ධ හා පාලි විශ්වවිද්‍යාලය                                         |
| Colégio International de Engenharia Náutica de Colombo                                   | Seri Lanca               | -                                                                          |
| Universidade Oriental do Seri Lanca                                                      | Seri Lanca               | em cingalês: ශ්‍රී ලංකා නැගෙනහිර විශ්වවිද්‍යාලය                                            |
| Universidade de Defesa General Sir John Kotelawala                                       | Seri Lanca               | em cingalês: ජෙනරාල් ශ්‍රීමත් ජෝන් කොතලාවල ආරක්ෂක විශ්වවිද්‍යාලය                               |
| Câmpus Horizonte                                                                         | Seri Lanca               | -                                                                          |
| Instituto Internacional de Ciências da Saúde                                             | Seri Lanca               | -                                                                          |
| Escola Nacional de Gestão Empresarial                                                    | Seri Lanca               | em cingalês: ජාතික ව්‍යාපාර කළමනාකාරීත්ව විද්‍යායතනය em tâmil: என் எஸ் பீ எம் பசுமை பல்கலைக்கழகம்    |
| Universidade Aberta do Seri Lanca                                                        | Seri Lanca               | em cingalês: ශ්‍රී ලංකා විවෘත විශ්ව විද්‍යාලය em tâmil: இலங்கை திறந்த பல்கலைக்கழகம்               |
| Universidade Rajarata do Seri Lanca                                                      | Seri Lanca               | -                                                                          |
| Universidade Sabaragamuwa do Seri Lanca                                                  | Seri Lanca               | em cingalês: ශ්‍රී ලංකා සබරගමුව විශ්වවිද්‍යාලය em tâmil: இலங்கை சபரகமுவ பல்கலைக்கழகத்தின்         |
| Universidade do Sudeste do Seri Lanca                                                    | Seri Lanca               | em cingalês: ශ්‍රී ලංකා අග්නිදිග විශ්වවිද්‍යාලය em tâmil: தென்கிழக்குப் பல்கலைக்கழகம், இலங்கை          |
| Instituto de Tecnologia da Informação do Seri Lanca                                      | Seri Lanca               | em cingalês: ශ්‍රී ලංකා තොරතුරු තා‌ක්ෂණ ආයතනය em tâmil: இலங்கை தகவல் தொழில்நுட்ப நிறுவனம்         |
| Universidade de Colombo                                                                  | Seri Lanca               | em cingalês: කොළඹ විශ්වවිද්‍යාලය em tâmil: கொழும்புப் பல்கலைக்கழகம்                         |
| Universidade de Jafanapatão                                                              | Seri Lanca               | em cingalês: யாழ்ப்பாணப் பல்கலைக்கழகம் em tâmil: යාපනය විශ්වවිද්‍යාලය                       |
| Universidade de Kelaniya                                                                 | Seri Lanca               | em cingalês: කැළණිය විශ්වවිද්‍යාලය em tâmil: களனி பல்கலைக்கழகம்                          |
| Universidade de Moratuwa                                                                 | Seri Lanca               | em cingalês: මොරටුව විශ්වවිද්‍යාලය em tâmil: மொறட்டுவைப் பல்கலைக்கழகம்                       |
| Universidade de Peradeniya                                                               | Seri Lanca               | em cingalês: පේරාදෙණිය විශ්ව විද්‍යාලය em tâmil: பேராதனைப் பல்கலைக்கழகம்                      |
| Universidade de Ruhuna                                                                   | Seri Lanca               | em cingalês: රුහුණ විශ්වවිද්‍යාලය em tâmil: ருகுண பல்கலைக் கழகம்                          |
| Universidade de Seri Jaiavardenapura-Cota                                                | Seri Lanca               | em cingalês: ශ්‍රී ජයවර්ධනපුර විශ්වවිද්‍යාලය em tâmil: ஸ்ரீ ஜயவர்தனபுர பல்கலைக்கழகம்            |
| Universidade de Artes Cénicas e Visuais                                                  | Seri Lanca               | em cingalês: සෞන්දර්යය කලා විශ්වවිද්‍යාලය em tâmil: கட்புல, அரங்கேற்றக் கலைகள் பல்கலைக்கழகம்      |
| Universidade de Tecnologia Profissional                                                  | Seri Lanca               | em cingalês: වෘත්තීය තාක්ෂණ විශ්වවිද්‍යාලය                                             |
| Universidade Uva Wellassa                                                                | Seri Lanca               | em cingalês: ශ්‍රී ලංකා ඌව වෙල්ලස්ස විශ්වවිද්‍යාලය                                         |
| Universidade do Noroeste do Seri Lanca                                                   | Seri Lanca               | em cingalês: ශ්‍රී ලංකා වයඹ විශ්වවිද්‍යාලය em tâmil: இலங்கை வயம்ப பல்கலைக்கழகம்                |
| Universidade Ardhi                                                                       | Tanzânia                 | em suaíli: Chuo Kikuu Ardhi                                                |
| Universidade Muhimbili de Ciências Relacionadas e da Saúde                               | Tanzânia                 | em suaíli: Chuo Kikuu cha Afya na Sayansi Shirikishi Muhimbili             |
| Universidade de Mzumbe                                                                   | Tanzânia                 | em suaíli: Chuo Kikuu cha Mzumbe                                           |
| Universidade Aberta da Tanzânia                                                          | Tanzânia                 | em suaíli: Chuo Kikuu Huria Cha Tanzânia                                   |
| Universidade Agrícola Sokoine                                                            | Tanzânia                 | em suaíli: Chuo Kikuu cha Sokoine cha Kilimo                               |
| Universidade de São João da Tanzânia                                                     | Tanzânia                 | em suaíli: Chuo Kikuu cha Mtakatifu Yohana Tanzânia                        |
| Universidade de Santo Agostinho da Tanzânia                                              | Tanzânia                 | em suaíli: Chuo Kikuu cha Mtakatifu Agostino Tanzânia                      |
| Universidade Estatal de Zanzibar                                                         | Tanzânia                 | em suaíli: Chuo Kikuu cha Taifa cha Zanzibar                               |
| Universidade de Dar es Salã                                                              | Tanzânia                 | em suaíli: Chuo Kikuu cha Dar es Salaam                                    |
| Universidade de Zanzibar                                                                 | Tanzânia                 | em suaíli: Chuo Kikuu cha Zanzibar em árabe: جامعة زنجبار                  |
| Universidade de Trindade e Tobago                                                        | Trindade e Tobago        | -                                                                          |
| Universidade Bugema                                                                      | Uganda                   | -                                                                          |
| Universidade ISBAT                                                                       | Uganda                   | -                                                                          |
| Universidade Islâmica do Uganda                                                          | Uganda                   | -                                                                          |
| Universidade Internacional de Campala                                                    | Uganda                   | -                                                                          |
| Universidade de Kyambogo                                                                 | Uganda                   | -                                                                          |
| Universidade Makerere                                                                    | Uganda                   | -                                                                          |
| Universidade de Mbarara                                                                  | Uganda                   | -                                                                          |
| Universidade Cristã do Uganda                                                            | Uganda                   | -                                                                          |
| Universidade dos Mártires do Uganda                                                      | Uganda                   | -                                                                          |
| Universidade de Bath Spa                                                                 | Reino Unido              | -                                                                          |
| Birkbeck, Universidade de Londres                                                        | Reino Unido              | -                                                                          |
| Universidade da Cidade de Birmingham                                                     | Reino Unido              | -                                                                          |
| Universidade de Bournemouth                                                              | Reino Unido              | -                                                                          |
| Universidade de Brunel                                                                   | Reino Unido              | -                                                                          |
| Universidade Nova de Buckinghamshire                                                     | Reino Unido              | -                                                                          |
| Universidade da Igreja de Cristo de Cantuária                                            | Reino Unido              | -                                                                          |
| Universidade Metropolitana de Cardívio                                                   | Reino Unido              | em galês: Prifysgol Metropolitan Caerdydd                                  |
| Universidade de Cardife                                                                  | Reino Unido              | em galês: Prifysgol Caerdydd                                               |
| Universidade da Cidade de Londres                                                        | Reino Unido              | -                                                                          |
| Universidade de Convêntria                                                               | Reino Unido              | -                                                                          |
| Universidade de Cranfield                                                                | Reino Unido              | -                                                                          |
| Universidade de Durham                                                                   | Reino Unido              | -                                                                          |
| Universidade Edge Hill                                                                   | Reino Unido              | -                                                                          |
| Universidade Napier de Edimburgo                                                         | Reino Unido              | -                                                                          |
| Universidade Caledónia de Glásgua                                                        | Reino Unido              | -                                                                          |
| Universidade Heriot-Watt                                                                 | Reino Unido              | -                                                                          |
| Universidade de Keele                                                                    | Reino Unido              | -                                                                          |
| Colégio do Rei de Londres                                                                | Reino Unido              | -                                                                          |
| Universidade de Kingston                                                                 | Reino Unido              | -                                                                          |
| Universidade Lencastre                                                                   | Reino Unido              | -                                                                          |
| Universidade Hope de Liverpul                                                            | Reino Unido              | -                                                                          |
| Universidade John Moores de Liverpul                                                     | Reino Unido              | -                                                                          |
| Escola de Negócios e Gestão de Londres                                                   | Reino Unido              | -                                                                          |
| Universidade South Bank de Londres                                                       | Reino Unido              | -                                                                          |
| Universidade de Middlesex                                                                | Reino Unido              | -                                                                          |
| Universidade de Newcastle                                                                | Reino Unido              | -                                                                          |
| Universidade da Nortúmbria                                                               | Reino Unido              | -                                                                          |
| Universidade Brookes de Oxforde                                                          | Reino Unido              | -                                                                          |
| Universidade de Plemua                                                                   | Reino Unido              | -                                                                          |
| Universidade da Rainha de Belfástia                                                      | Reino Unido              | -                                                                          |
| Academia Real de Música                                                                  | Reino Unido              | -                                                                          |
| Escola Real Central de Fala e Drama                                                      | Reino Unido              | -                                                                          |
| Escola de Estudos Avançados                                                              | Reino Unido              | -                                                                          |
| Escola de Estudos Africanos e Orientais                                                  | Reino Unido              | -                                                                          |
| Universidade Sheffield Hallam                                                            | Reino Unido              | -                                                                          |
| Universidade de Staffordshire                                                            | Reino Unido              | -                                                                          |
| Universidade de Swansea                                                                  | Reino Unido              | em galês: Prifysgol Abertawe                                               |
| Instituto Courtauld                                                                      | Reino Unido              | -                                                                          |
| Instituto de Investigação do Cancro                                                      | Reino Unido              | -                                                                          |
| Universidade Aberta                                                                      | Reino Unido              | -                                                                          |
| Universidade de Manchéster                                                               | Reino Unido              | -                                                                          |
| Universidade de Northampton                                                              | Reino Unido              | -                                                                          |
| Universidade de Úlster                                                                   | Reino Unido              | -                                                                          |
| Colégio Universitário de Birmingham                                                      | Reino Unido              | -                                                                          |
| Colégio Universitário de Londres                                                         | Reino Unido              | -                                                                          |
| Universidade de Bath                                                                     | Reino Unido              | -                                                                          |
| Universidade de Birmingham                                                               | Reino Unido              | -                                                                          |
| Universidade de Brístol                                                                  | Reino Unido              | -                                                                          |
| Universidade de Cantabrígia                                                              | Reino Unido              | -                                                                          |
| Universidade de Céstria                                                                  | Reino Unido              | -                                                                          |
| Universidade de Edimburgo                                                                | Reino Unido              | -                                                                          |
| Universidade de Exeter                                                                   | Reino Unido              | -                                                                          |
| Universidade de Glásgua                                                                  | Reino Unido              | -                                                                          |
| Universidade de Greenwich                                                                | Reino Unido              | -                                                                          |
| Universidade de Hull                                                                     | Reino Unido              | -                                                                          |
| Universidade de Câncio                                                                   | Reino Unido              | -                                                                          |
| Universidade de Leeds                                                                    | Reino Unido              | -                                                                          |
| Universidade de Leicester                                                                | Reino Unido              | -                                                                          |
| Universidade de Lincólnia                                                                | Reino Unido              | -                                                                          |
| Universidade de Londres                                                                  | Reino Unido              | -                                                                          |
| Universidade de Nottingham                                                               | Reino Unido              | -                                                                          |
| Universidade de Oxónia                                                                   | Reino Unido              | -                                                                          |
| Universidade de Reading                                                                  | Reino Unido              | -                                                                          |
| Universidade de Roehampton                                                               | Reino Unido              | -                                                                          |
| Universidade de Salford                                                                  | Reino Unido              | -                                                                          |
| Universidade de Sheffield                                                                | Reino Unido              | -                                                                          |
| Universidade de Southampton                                                              | Reino Unido              | -                                                                          |
| Universidade de Stirling                                                                 | Reino Unido              | -                                                                          |
| Universidade de Strathclyde                                                              | Reino Unido              | -                                                                          |
| Universidade de Sunderland                                                               | Reino Unido              | -                                                                          |
| Universidade de Surrey                                                                   | Reino Unido              | -                                                                          |
| Universidade de Sussex                                                                   | Reino Unido              | -                                                                          |
| Universidade das Terras Altas e Ilhas                                                    | Reino Unido              | em gaélico escocês: Oilthigh na Gàidhealtachd agus nan Eilean              |
| Universidade do Oeste da Inglaterra                                                      | Reino Unido              | -                                                                          |
| Universidade do Oeste da Escócia                                                         | Reino Unido              | -                                                                          |
| Universidade do País de Gales                                                            | Reino Unido              | em galês: Prifysgol Cymru                                                  |
| Universidade de Baruíque                                                                 | Reino Unido              | -                                                                          |
| Universidade de Winchester                                                               | Reino Unido              | -                                                                          |
| Universidade de Wolverhampton                                                            | Reino Unido              | -                                                                          |
| Universidade de Vigórnia                                                                 | Reino Unido              | -                                                                          |
| Universidade de Iorque                                                                   | Reino Unido              | -                                                                          |
| Universidade São João de Iorque                                                          | Reino Unido              | -                                                                          |
| Universidade Copperbelt                                                                  | Zâmbia                   | -                                                                          |
| Universidade de Lusaca                                                                   | Zâmbia                   | -                                                                          |
| Universidade da Zâmbia                                                                   | Zâmbia                   | -                                                                          |
| Universidade Aberta da Zâmbia                                                            | Zâmbia                   | -                                                                          |
| Universidade da África                                                                   | Zimbabué                 | -                                                                          |
| Universidade de Ciências da Educação de Bindura                                          | Zimbabué                 | -                                                                          |
| Universidade Estatal de Midlands                                                         | Zimbabué                 | -                                                                          |
| Universidade Nacional de Ciência e Tecnologia                                            | Zimbabué                 | -                                                                          |
| Universidade Aberta do Zimbabué                                                          | Zimbabué                 | -                                                                          |